# Eurytoma linariae
Eurytoma linariae is een vliesvleugelig insect uit de familie Eurytomidae. De wetenschappelijke naam is voor het eerst geldig gepubliceerd in 1987 door Zerova.